# Apanteles avus
Apanteles avus är en stekelart som beskrevs av Vladimir Ivanovich Tobias och Kotenko 1984. Apanteles avus ingår i släktet Apanteles och familjen bracksteklar. Inga underarter finns listade i Catalogue of Life.